# 次亜塩素酸水

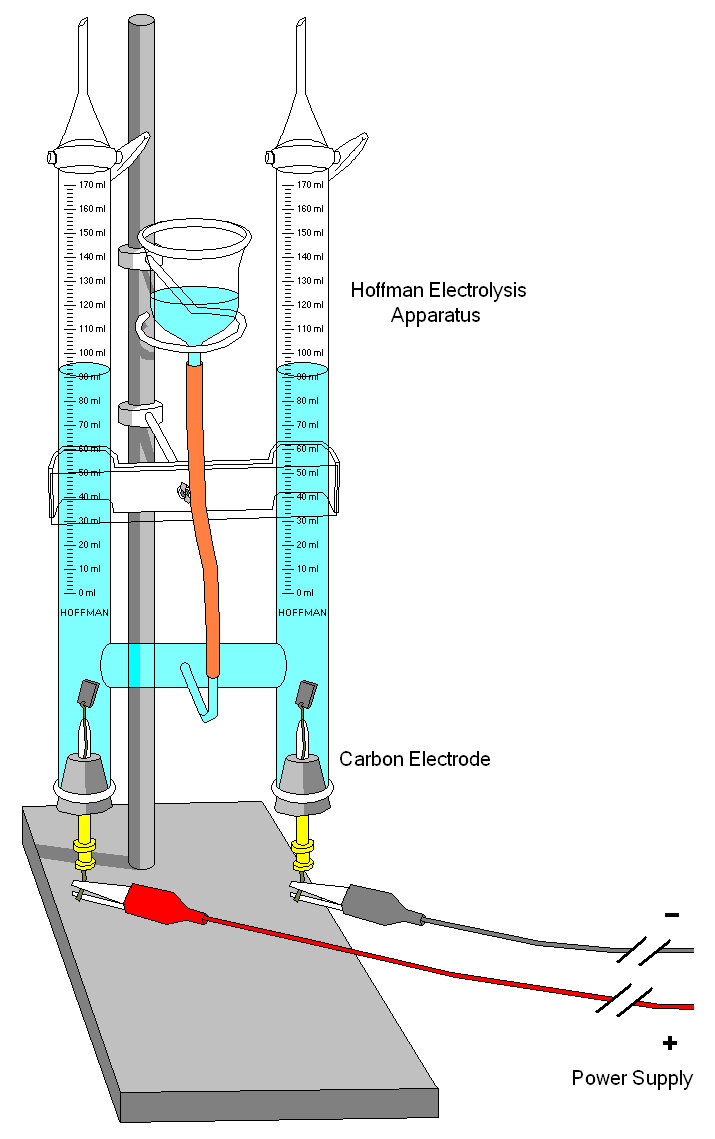
食塩水の電気分解

次亜塩素酸水（じあえんそさんすい）は、2002年食品添加物（殺菌料）に指定された（2012年改訂）、10〜80ppmの有効塩素濃度を持つ酸性電解水に付けられた名称である。
安全性について食品安全委員会による評価を受け、人の健康を損なうおそれのないということで、成分の規格や、使用の基準を定めたうえで、使用が認められた。食品添加物は第9版食品添加物公定書により、製造の基準、成分の規格、品質確保の方法が定められている。
即ち、塩酸 (HCl)または塩化ナトリウム (NaCl)水溶液を電気分解することにより得られる水溶液であり、本品には、強酸性次亜塩素酸水、弱酸性次亜塩素酸水、および微酸性次亜塩素酸水がある。
食品添加物（殺菌料）「次亜塩素酸水」を生成するためには、専用の装置が必要であり、装置の規格基準はJIS B 8701として2017年10月に日本工業規格が制定された。
JIS B 8701に記載されている次亜塩素酸水の定義は食品添加物（殺菌料）の定義と異なるため注意が必要である。次亜塩素酸（HClO）が含まれる水溶液が商品名次亜塩塩素酸水として販売されているが、それらの有効塩素濃度は規定されていない。

## 名称
10〜80ppmの有効塩素濃度を持つ酸性電解水が、2002年食品添加物（殺菌料）に指定された（2012年改訂）際に付けられた名称である。
食品添加物として認可された次亜塩素酸水以外に、商品名の次亜塩素酸水として流通する製品には、以下の化合物水溶液などを原料とした製品がある。
- 次亜塩素酸ナトリウム水溶液
- 次亜塩素酸カルシウム水溶液
- ジクロロイソシアヌル酸ナトリウム水溶液
- トリクロロイソシアヌル酸水溶液

これらについては食品添加物として認可された次亜塩素酸水とは製造方法、並びに成分等が異なるため、原材料に使用される化学成分の安全データを確認することが望ましい。

## 概要（食品添加物の次亜塩素酸水）
次亜塩素酸水 (Hypochlorous Acid Water)は、食品加工等の分野において洗浄・消毒用途などで使用される食品添加物（殺菌料）である。
次亜塩素酸ナトリウムとは異なるものである。
専用の装置を使用し、塩化ナトリウム (NaCl)水溶液、塩酸 (HCl)水、あるいは塩酸と塩化ナトリウムの混合液を電気分解することで、次亜塩素酸 (HClO)を主成分とする次亜塩素酸水をつくることができる。生成装置の種類によって生成する次亜塩素酸水の物性が異なる。
生成装置については、「JIS B 8701 次亜塩素酸水生成装置」を参照のこと。
次亜塩素酸水はその製造方法から一般的に電解水と呼ばれているが、食品添加物の指定を受けた際に、次亜塩素酸水として命名された経緯がある。そのため、食品添加物として扱う際には次亜塩素酸水の名称となる。
食品添加物として認可されたものは次の3種類である。
| 名称               | pH        | 有効塩素濃度(ppm) | 別名         |
| ------------------ | --------- | ----------------- | ------------ |
| 強酸性次亜塩素酸水 | 2.7以下＊ | 20〜60            | 強酸性電解水 |
| 弱酸性次亜塩素酸水 | 2.7〜5.0  | 10〜60            | 弱酸性電解水 |
| 微酸性次亜塩素酸水 | 5.0〜6.5  | 10〜80            | 微酸性電解水 |

※強酸性次亜塩素酸水のpHは実際的には2.2〜2.7である。pH2.2以下では塩素ガスの発生が激しくなる。

## 食品添加物（殺菌料）としての認可
- 強酸性次亜塩素酸水および微酸性次亜塩素酸水：
  - 官報 第3378号厚生労働省令第75号・告示第212号2002年6月10日[10]
- 弱酸性次亜塩素酸水：
  - 食安発0426第1号2012年4月26日[6]

次亜塩素酸水生成装置については、成分規格に適合する次亜塩素酸水が生成されることを担保するため、生成装置の規格(電解物質、隔膜等)が厳しく定められている。
生成装置の規格 2017年10月20日に「JIS B 8701 次亜塩素酸水生成装置」が制定された。

## 用途（食品添加物の次亜塩素酸水）
第9版食品添加物公定書解説書（2019年、廣川書店）：「次亜塩素酸水」D-981頁 参照
- 食材、機械・器具等の洗浄消毒の他、手洗いに用いられる。
- 使用前に必ず有効塩素濃度が規定濃度の範囲であることを確認する。
- 食材の洗浄消毒に使用する際は、あらかじめ汚れを十分に洗い落とした後、次亜塩素酸水の流水下で行う。
- 浸漬で使用する場合は、必ず次亜塩素酸水を連続的に供給し、オーバーフローで行う。
- 水道水で洗った場合以上の塩素が残留しないように、最後は水洗等行い、最終食品の完成前に除去する。
- 機械・器具・容器等の洗浄消毒に使用する際は、付着している有機物（タンパク質、油脂など）を洗剤等で洗浄除去した後、次亜塩素酸水で除菌する。もしくは、強アルカリ性電解水(pH11〜11.5以下)で洗浄後、強酸性次亜塩素酸水で消毒の後、軽くすすぎを行う。
- 手指の洗浄消毒に使用する際は、石鹸等であらかじめ汚れをよく落とした後、次亜塩素酸水で除菌する。もしくは、強アルカリ性電解水(pH11〜11.5以下のもの)で洗浄後、強酸性次亜塩素酸水で除菌を行う。

## 種類と製法
出典
強酸性次亜塩素酸水
0.2%以下の塩化ナトリウム水溶液を、隔膜がある電解槽（二室型または三室型）で電気分解し、陽極側から生成する。
弱酸性次亜塩素酸水
0.2%以下の塩化ナトリウム水溶液を、隔膜がある電解槽（二室型または三室型）で電気分解し、陽極側から生成する。または陽極側から得られる水溶液に陰極側から得られる水溶液を加えて生成する。
微酸性次亜塩素酸水
塩酸または塩酸に塩化ナトリウム水溶液を加えた水溶液を、隔膜がない電解槽（一室型）で電気分解して生成する。
| 名称               | 電解槽        | 被電解液    | pH        | 有効塩素濃度(ppm) |
| ------------------ | ------------- | ----------- | --------- | ----------------- |
| 強酸性次亜塩素酸水 | 二室型/三室型 | NaCl水      | 2.7以下＊ | 20〜60            |
| 弱酸性次亜塩素酸水 | 二室型/三室型 | NaCl水      | 2.7〜5.0  | 10〜60            |
| 微酸性次亜塩素酸水 | 一室型        | 塩酸水      | 5.0〜6.5  | 10〜80            |
| 微酸性次亜塩素酸水 | 一室型        | 塩酸/NaCl水 | 5.0〜6.5  | 10〜80            |

※強酸性次亜塩素酸水のpHは実際的には2.2〜2.7である。pH2.2以下では塩素ガス (Cl2)の発生が激しくなる。

## 安全性（食品添加物の次亜塩素酸水）
急性毒性、反復投与毒性、遺伝毒性、皮膚累積刺激性試験、眼刺激性試験などの試験の結果、異常がないことが確認されている。

## 有効性（食品添加物の次亜塩素酸水）
次亜塩素酸水には、殺菌基盤となる次亜塩素酸(HClO)の他、過酸化水素（H2O2）
やヒドロキシラジカル(OHラジカル)が存在する。次亜塩素酸水の広範な殺菌力の作用機序は、これらが細胞膜やタンパク質、核酸に多面的に作用して酸化的に損傷を与えることであると考えられている。使い続けても耐性菌の出現がこれまで無く、今後もないと理論的に判断されている。
ただし、有効塩素濃度が規定未満の場合、殺菌効果が不十分となるため、使用前には必ず有効塩素濃度を確認することが重要である。また、タンパク質や油分など有機物が混在する場合、次亜塩素酸が消費され、目的の殺菌効果が得られないため、あらかじめ十分に有機物汚れを落とす必要がある。
| 名称                                           | 次亜塩素酸水(40ppm) | 次亜塩素酸ナトリウム(1000ppm) |
| ---------------------------------------------- | ------------------- | ----------------------------- |
| Staphylococcus aureus (黄色ブドウ球菌）        | ◎                   | ◎                             |
| MRSA (メチシリン耐性黄色ブドウ球菌）           | ◎                   | ◎                             |
| Bacillus cereus (セレウス菌)                   | △                   | △                             |
| Salmonella Enteritidis （サルモネラ菌)         | ◎                   | ◎                             |
| Vibrio parahaemolyticus (腸炎ビブリオ菌)       | ◎                   | ◎                             |
| Escherichia coli O-157:H7 (腸管出血性大腸菌)   | ◎                   | ◎                             |
| Campylobacter jejuni (カンピロバクター菌)      | ◎                   | ◎                             |
| ノロウイルス (ネコカリシウイルス)              | ◎                   | 〇                            |
| インフルエンザウイルス (2009年新型を含む)      | ◎                   | ◎                             |
| Candida albicans (カンジダ)                    | ◎                   | ◎                             |
| Aspergillus niger ; アスペルギルス (黒カビ）   | △                   | ×                             |
| Penicillium cyclopium ; ペニシリウム (青カビ） | △                   | ×                             |

殺菌効果又は不活化効果：◎（速効）＞〇＞△＞×（無効）

## 食品添加物以外の認可

### JIS B 8701 次亜塩素酸水生成装置
2017年10月20日に制定された。
JIS認証品から生成する次亜塩素酸水はpH2.2〜8.6 有効塩素濃度10〜100mg/kg であり、食品添加物（殺菌料）の指定範囲と重ならない部分もあることから、この規格に沿った装置で生成された次亜塩素酸水は狭義の次亜塩素酸水（食品添加物）であるとは限らない。

## 食品添加物以外の次亜塩素酸分子を含む溶液

### 電解次亜水
塩化ナトリウム水溶液を無隔膜式電化槽で電気分解することで、次亜塩素酸イオン (OCl-)を主成分とし、次亜塩素酸 (HClO)を含有する電解水が生成する。物性はpH7.5〜10、有効塩素濃度50〜200ppmである。次亜塩素酸ナトリウムを希釈したものと同等とみなされ、食品添加物として利用できる（衛化第31号厚生労働省生活衛生局食品化学課長通知）。次亜塩素酸水と同様に、水そのものは流通せず装置が流通する。

### 次亜塩素酸ナトリウムのpHを調整したもの（商品名次亜塩素酸水としている次亜塩素酸分子を含む水溶液）
次亜塩素酸ナトリウムに塩酸 (HCl)や炭酸ガス (CO2)等の酸を混合することで、有効塩素濃度が上記で定める食品添加物の規定より高い濃度にて調合する事が可能であり、意図的に次亜塩素酸 (HClO)の含有量を変化させることができる。混合するための装置などが流通し、その生成物やあらかじめ混合した水溶液について食品添加物の申請は行われていないが、食品添加物である次亜塩素酸ナトリウムと食品添加物である塩酸やクエン酸等をそれぞれ組わせて販売すること及び混合して用いることは差し支えないとしている。
なお、食品添加物「次亜塩素酸ナトリウム」と食品添加物である「塩酸」又は「クエン酸」等をあらかじめ混和した水溶液を販売することは、この当該水溶液中で化学反応が生じていると考えられることから、添加物製剤には該当せず、その販売は認められない。（食安基発第0825001号）
平成26年4月24日発出の「食品、添加物等の規格基準の一部を改正する件」（平成26 年厚生労働省告示第 225 号）加工基準の改正が行われ、「第1食品の部」において、「生食用鮮魚介類、冷凍食品（生食用鮮魚介類に限る。）及び生食用かき（以下「生食用鮮魚介類等」という。）の加工基準」の改正が行われた。これによると次亜塩素酸ナトリウムに加え、次亜塩素酸水及び水素イオン濃度調整剤（以下「pH 調整剤」という。）として用いる塩酸の使用が認められている。

#### pH 調整剤としての使用について
次亜塩素酸含有水溶液の殺菌効果を有する分子種はいずれも次亜塩素酸であるが、次亜塩素酸は pH に依存してその存在状態が異なる。そのため殺菌効果は、溶液の pH により変わり、次亜塩素酸の濃度に強く依存するとされている（次亜塩素酸の方が次亜塩素酸イオンよりも殺菌効果は高い）。

#### 商品名次亜塩素酸水としている次亜塩素酸分子を含む水溶液の種類・製法
1. 次亜塩素酸ナトリウムに塩酸や炭酸等で次亜塩素酸水を生成する方法
（NaClO(次亜塩素酸ナトリウム)＋HCｌ(塩酸) → HClO（次亜塩素酸水） + NaCl（塩化ナトリウム））
（NaClO(次亜塩素酸ナトリウム)＋H2CO3(炭酸) → HClO（次亜塩素酸水） + NaHCO3（炭酸水素ナトリウム））
  - 家庭での使用にｐH調整されている。
2. 次亜塩素酸カルシウムを水で希釈する方法・・・・日本国内のプールや簡易専用水道に使われている
3. 次亜塩素酸カルシウムを水で希釈するとともに塩酸や炭酸等でｐH調整をする方法・・・あまり普及していない
4. ジクロロイソシアヌル酸ナトリウムを水で希釈する方法・・・・日本国内のプール水、温泉水に使われている
5. トリクロロイソシアヌル酸ナトリウムを水で希釈する方法・・・・日本国内のプール水、温泉水に使われている

#### 新型コロナウイルス他への効果
2019新型コロナウイルスの流行を受けて消毒用のアルコールが不足する中、経済産業省の依頼で製品評価技術基盤機構（NITE）はアルコールの代替品として消毒に効果がある物品の有効性を検討を行った。NITEの調査には国立感染症研究所、北里研究所、帯広畜産大学、鳥取大学、日本繊維製品品質技術センターが協力し、次亜塩素酸水に関しては「一定濃度で一定時間以上浸したものであれば有効」との結論が出された。経済産業省・厚生労働省・消費者庁は、20秒以上掛け流す場合は35ppm以上、拭き掃除には80ppm以上の有効塩素濃度のものを用いることで効果があるとしている。また、三重大学大学院生物資源学研究科福﨑智司教授の実験では、50ppmの次亜塩素酸水を90m3会議室にて2時間噴霧、及び過剰噴霧を想定し100ppmの次亜塩素酸水を1m3の狭小空間に1時間噴霧を実施したところ、いずれの空間の塩素濃度は労働安全衛生法で定める許容濃度を割る低値となり、安全性を確認したとする。また、噴霧微細粒子のインフルエンザウイルスに対する不活化効果としては、10分間で検出限界以下となった。噴霧粒子の吸引毒性に関しては、げっし動物を用いた数多くの吸引毒性試験で安全性を確認したとする。ただし、空間除菌剤としての使用についての安全性、及び効果は、まだ公式には確認されていない。
2020年、日本国内では食品以外の消毒を目的とする次亜塩素酸水が多数市販されたが、有効塩素濃度が表記されていないもの、表記されていても使用時には濃度が異なっていたものなどが見られた。また使用方法も明記されていない製品や手指や口腔の洗浄等、化粧品に酷似した効果を表示する製品もあったことから、国民生活センターが注意喚起を行った。